# Bouquet (歌曲)
Bouquet是韓國女子團體TWICE小分隊MISAMO為日劇演唱的歌曲，於2023年1月24日由JYP娛樂發行，收錄於分隊首張日語迷你專輯《Masterpiece》中。

## 背景
2023年1月20日，演唱日劇《通往內心的橋-兒童心理診所-》OST Bouquet。1月25日，Bouquet數位音源公開並釋出音樂錄音帶。